# Jürgen Fuchs
Pour les articles homonymes, voir Fuchs.
Jurgen Fuchs (né le 28 novembre 1965 à Pfaffenhofen an der Ilm en Bavière en Allemagne) est un ancien pilote allemand de motoGP.

## Biographie
Jurgen Fuchs commence la compétition lors du championnat du monde 1994 par le Grand Prix moto d'Allemagne et s'arrête lors de la saison 1998 sur le même circuit.
Lors de la saison 1996, il obtint le meilleur classement de sa carrière en terminant quatrième sur 250 cm³.

## Sources
- (en) Cet article est partiellement ou en totalité issu de l’article de Wikipédia en anglais intitulé « Jurgen Fuchs » (voir la liste des auteurs).